# Olaf Holmstrup
Olaf Holmstrup (* 5. Oktober 1930 in Hansted, Egebjerg; † 11. September 2020) war ein dänischer Radrennfahrer.

## Sportliche Laufbahn
Holmstrup war Teilnehmer der Olympischen Sommerspiele 1952 in Helsinki. Dort startete er im Tandemrennen und wurde beim Sieg von Lionel Cox und Russel Mockridge mit seinem Partner Jens Juul Eriksen auf dem 5. Rang klassiert.

## Berufliches
Holmstrup war beruflich als Schulinspektor tätig.